# Kanclerz
Kanclerz (palabra polaca para canciller, del latín cancellarius) era uno de los más altos cargos de la historia de Polonia. Este cargo funcionó desde los principios de la nación polaca en el siglo XII hasta el final de la Mancomunidad de Polonia-Lituania en 1795. Los poderes de los cancilleres se incrementaron juntamente con la importancia de los documentos escritos. En el siglo XIV el cargo de Canciller de Cracovia (polaco: "Kanclerz krakowski") evolucionó en Canciller de la Corona (polaco: "Kanclerz koronny") y desde entonces los poderes del canciller se incrementaron mucho, ya que se erigieron como responsables de la política exterior del reino (y más tarde de la Manocmunidad). En canciller debía asegurarse de que las acciones del monarca no fueran ilegales, especialmente en el contexto de los pacta conventa (una serie de documentos que contienen importantes leyes, en cierto modo parecido a las constituciones de hoy en día). Finalmente, el canciller era también el responsable de su propio organismo, la cancillería (polaco: kancelaria). Un abogado polaco del siglo XVI, Jakub Przybylski, describió al canciller como la mano, el ojo, y la oreja del rey, traductor de sus pensamientos y voluntad.
Desde el siglo XV había dos cancilleres separados, ninguno de ellos subordinado al otro: el Gran Canciller (polaco: Kanclerz wielki) y el Canciller Diputado (polaco: Podkanclerz). En la Mancomunidad de Polonia-Lituania, había cuatro cancilleres: el Gran Canciller de la Corona (polaco: Kanclerz wielki koronny), el Gran Canciller de Lituania (polaco: Kanclerz wielki litewski), el Canciller Diputado de la Corona (polaco: Podkanclerzy koronny) y el Canciller Diputado de Lituania (polaco: Podkanclerzy litewski).

## Historia

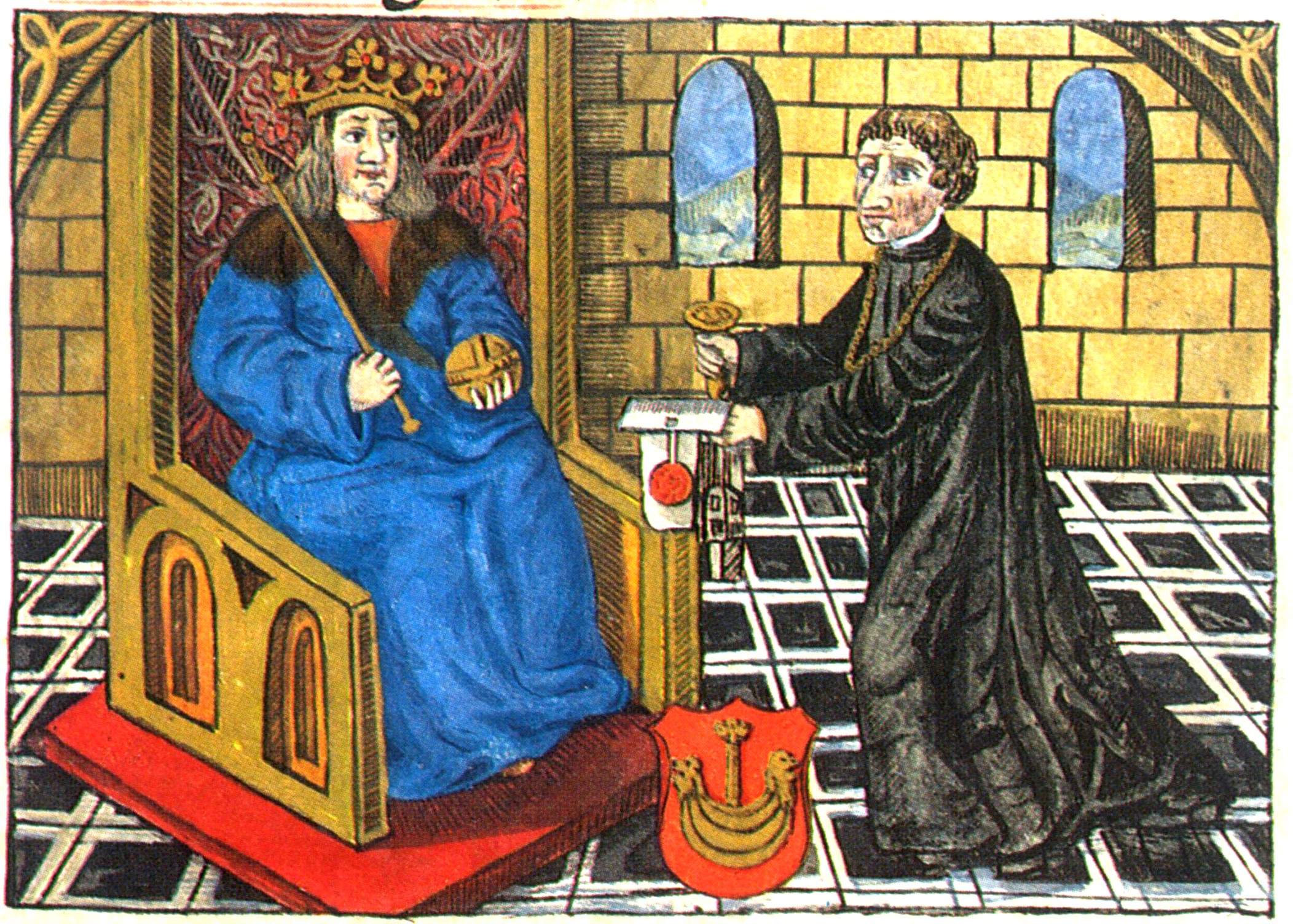
El rey Alejandro I Jagellón y el Gran kanclerz.

Durante los tiempos de la fragmentación de Polonia, cada príncipe polaco tenía su propio canciller, pero al reunificarse, el cargo de Canciller de Cracovia (la capital del reino en aquel tiempo) fue el dominante y los otros, los cancilleres locales desaparecieron alrededor de principios del siglo XV. También en este siglo se dio la división del cargo en Gran Canciller y Canciller Diputado. El Canciller Diputado de todos modos no estaba subordinado al Canciller y su independencia fue específicamente confirmada por las leyes elaboradas durante el gobierno del rey Alejandro I Jagellón. El Sejm de 1504 confirmó el cargo de Canciller así como sus poderes y responsabilidades por primera vez, afirmando específicamente que una misma persona no podía ejercer ambos cargos de canciller. El Canciller Diputado de Lituania fue creado más tarde, a mediados del siglo XVI.
Después de la unión de Lublin en 1569 había cuatro cancilleres (un Gran canciller y un Canciller Diputado para la Corona, y otra pareja para Lituania).
En un primer momento, los cargos de Canciller eran siempre otorgados a personajes de la Iglesia. Desde 1507, Segismundo I Jagellón el Viejo decidió que el título de Gran Canciller de la Corona se rotaría entre nobles seglares y eclesiásticos, y que al menos un canciller (tanto en los de Polonia como en los de Lituania después de la Unión de Lublin) debería ser un seglar.

## Poder y responsabilidades

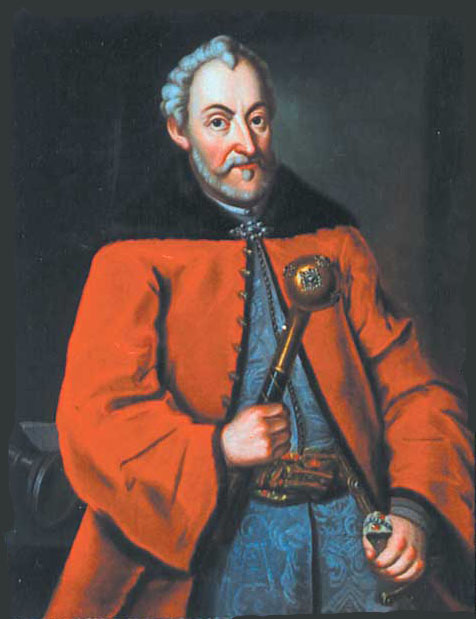
Jan Zamoyski (1542-1605), Canciller y amigo del rey Esteban I Báthory.

Los cancilleres, como muchos de los otros cargos en Polonia y en la Mancomunidad, eran nombrados vitaliciamente por el rey durante la sesión del Sejm. Desde los siglos XV y XVI, después de las reformas de Alejandro, Segismundo I y la UNión de Lublin, el poder y la importancia del cargo de Canciller fueron establecidos como un cargo senatorial de un grado menor que el de hetman (comandantes militares que no tenían derecho a voto en el Senat) o el de Gran Mariscal, pero más importante que el de Gran Tesorero, el de Mariscal de Corte u otros.
Tradicionalmente, el Gran Canciller de la Corona dirigía las políticas de exteriores hacia el oeste (Europa Occidental) y al sur (Imperio otomano), mientras que el Gran Canciller de Lituania dirigía las políticas hacia el este (Moscovia y más tarde, el Imperio ruso).
El Canciller y el Canciller Diputado eran responsables del trabajo de sus cancillerías, respectivamente, la Mayor y la Menor. Se suponía que edebían estar en constante contacto y desarrollar políticas comunes, partiendo de que sus poderes eran equivalentes. Estaba específicamente prohibido emitir documentos ilegales o contradictorios, y se podía juzgar cualquier documento contrario a la ley existente como irrelevante y sin poder. En teoría, el poder de los Cancilleres era igual. En la práctica, dependía mucho de sus personalidades e influencia política. Los conflictos entre los cancilleres, aunque sucedieran en raras ocasiones, podían paralizar todo el país. Este fue el caso en el conflicto entre Krzesław z Kurozwęk y Maciej Drzewicki entre 1501 y 1503
Entre sus otras responsabilidades se encontraban los asuntos exteriores (la correspondencia con otros países) y en un grado menor los asuntos internos, ya que tenían también poderes judiciales, presidiendo las "cortes de los asesores" (polaco: Asesoria), que eran la más alta corte de apelación para la gente sometida a las leyes de la corona (aquellos no sometidos a cortes eclesiásticas o a la de los magnates, aunque cuando el canciller era eclesiástico, podía juzgar a los sacerdotes de la corte del rey). Podían juzgar en varios casos, con la excepción de asuntos en los que las dos partes habían llegado ya a un compromiso o en casos de disputas territoriales.
Las oficinas de los cancilleres eran las cancillerías. En las cancillerías trabajaban funcionarios con los cargos de kancelista) el regente (regent kancelarii), secretarios (sekretarz en el reino), escribanos (pisarz en Lithuania, equivalentes a los secretarios en la Corona), archivistas (polaco: archiwista), metrykant y otros funcionarios. El Regente dividía el trabajo entre los funcionario. Dos secretarios ( uno responsable de la correspondencia privada, el segundo para la oficial) presentaban cartas preparadas al rey para que las firmara. Los escribanos diseñaban las cartas, y los funcionarios pasaban a limpio los borradores. No se hacían copias, pero en su lugar se guardaban en los archivos -libros llamados Métricos (polaco: Metryki), que estaban a cargo de dos "metricanos" (respectivamnete dos en Polonia y dos en Lituania. El Metricano del Gran Canciller era llamado Gran Metricano, mientras que el que servía al Canciller Diputado era el Metricano Menor. La plantilla de la cancillería no tenía sueldo, al igual que los Cancilleres, pero en la recepción del edificio de la cancillería había una caja en la que los clientes se suponía que depositaban una variable cantidad de dinero, y nadie que esperara volver en otro caso, dejaba de depositarlo. De mucha menor importancia era las cancillerías locales y provinciales, que principalmente servían como archivos para las copias de los documentos.

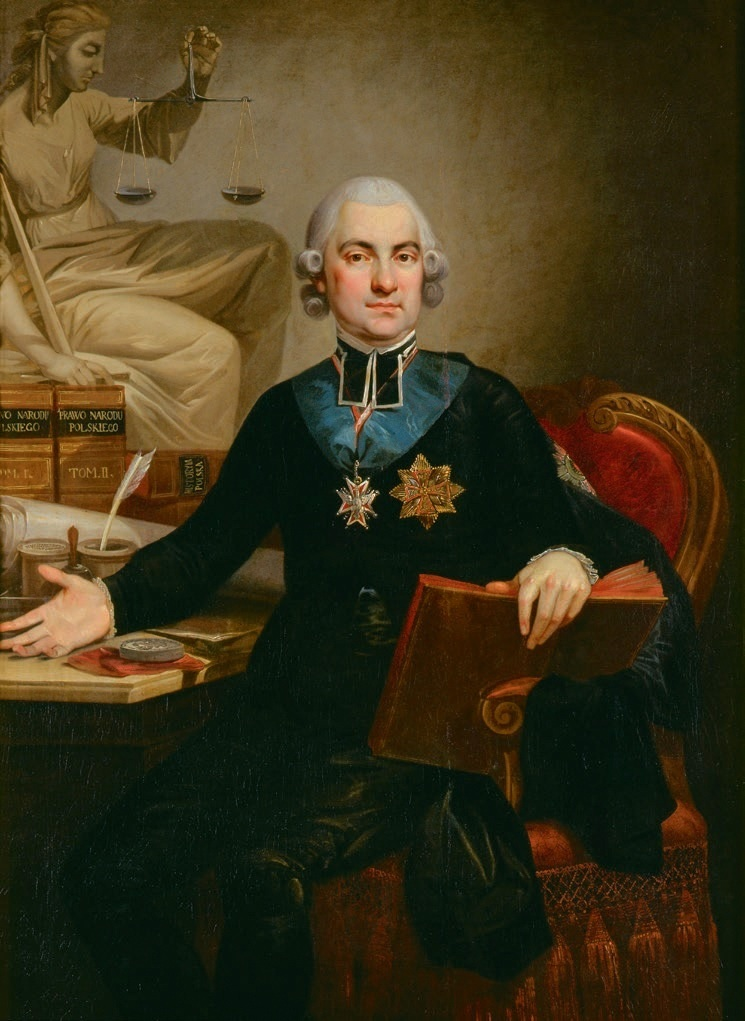
Hugo Kołłątaj (1750-1812), Canciller Diputado, y coautor de la Constitución del 3 de mayo de 1791.

Paralelamente a sus funciones oficiales, las cancillerías reales funcionaban como prestigiosas escuelas, aunque no de modo oficial. Los empleados de las cancillerías, que a menudo comenzaban a trabajar después de sus estudios, después de varios años de trabajo, a menudo ascendían en la jerarquía administrativa, llegando a importantes puestos en el séquito de obispos u otros eclesiásticos o en administraciones seglares. Muchos cancilleres iluminados no restringieron los cargos de sus plantillas a la nobleza (szlachta), ya que a menudo promocionaron a personajes con inteligencia de otras clases sociales, no solo por su ingreso en la cancillería, sino pagándoles sus estudios en las universidades de Polonia o en el extranjero. Entre estos graduados de las cancillerías podemos encontrar a Jan Długosz, Marcin Kromer y Jan Zamoyski.
El Canciller a menudo daba discursos que representaban la voluntad real. El símbolo de su cargo era el sello, que era usado para sellar todos los documentos que pasaban por su oficina. También sellaba los documentos firmados por el monarca y podía rechazar el firmar documentos que considerara ilegales o que dañara al país (así que los documentos que él no sellara carecían de poder alguno). Cuando el rey moría, el sello era destruido durante el funeral y el nuevo rey le daba su sello. La importancia del sello hizo que al canciller le surgiera otra denominación, el sellador (polaco pieczętarz). Debido a su importante poder, los cancilleres eran considerados los guardianes del país y del rey, asegurando que una locura del rey no pondría en peligro el país involucrándolo en una guerra innecesaria (entre las guerras impedidas por los cancilleres encontramos una gran cruzada contra el Imperio otomano planeada por Vladislao IV Vasa en la década de 1630).
Los poderes de los cancilleres se combinaban con el hecho de que las guerras requerían financiación que era otorgada por el Senat. Los nobles (los szlachta) que controlaban el Senat pocas veces eran favorables a una subida de impuestos cuya colecta se llevaba a cabo entre ellos, motivo por el cual Polonia muy raramente declaró guerras por sí misma. Usualmente era atacada por sus vecinos, y mientras que pudo repeler todos los ataques hasta finales del siglo XVIII, casi nunca fue capaz de sacar provecho de sus victorias. El ejército normalmente no tenía suficientes soldados y estaba mal equipado (a raíz de que cualquier intento de subir el presupuesto militar era rechazado a menos que el enemigo estuviera a las puertas). Por este motivo, el territorio de la Rzeczpospolita estaba continuamente saqueado por invasiones de uno o de otro lado que hundían su economía..

## Otros cancilleres
Al margen de los Cancilleres de la Corona y el diputado, había cancilleres menos importantes en el país. Entre estos, cabe destacar el Canciller de la Reina. Tenía mucho menos poder que los otros cancilleres, pero salvaguardaba el sello de la reina y el segundo personaje más importante de su corte, tras su Mariscal de Corte, No tenía derecho a un sitio en el Senat. Menos importantes aún eran los Cancilleres del Príncipe Coronado o de las princesas, cargo que se creó alrededor del reinado de Segismundo I. A continuación se encontraba el canciller del más importante de los obispos, el Primado de Polonia, Arzobispo de Gniezno. Finalmente algunos orgullosos magnates tenían funcionarios que se llamaban a sí mismos cancilleres.

## Lista de cancilleres
- Kanclerz - Canciller - Varios cancilleres locales, hasta finales del siglo XIV y principios del XV.
- Kanclerz krakowski - Canciller de Kraków (Cracovia) - hasta el siglo XIV, cuando fue promovido por encima del resto de cancilleres locales polacos y transformado en:
- Kanclerz koronny - Canciller de la Corona - desde el siglo XIV hasta 1569. En algunas ocasiones los encontramos bajo la denominación Kanclerz Królestwa Polskiego - Canciller del Reino de Polonia.
- Kanclerz wielki koronny - Gran Canciller de la Corona - desde 1659 hasta 1795 (fin de la Mancomunidad).
- Kanclerz wielki litewski - Gran Canciller de Lituania - como el anterior
- Podkanclerzy koronny - Canciller Diputado de la Corona - como el anterior
- Podkanclerzy litewski - Canciller Diputado de Lituania - como el anterior